# Rueland Frueauf le Jeune
Rueland Frueauf le Jeune, né en 1470 à Salzbourg et mort en 1545 à Passau, est un peintre autrichien du gothique tardif.

## Biographie
Fils de Rueland Frueauf l'Ancien, Vieux Maître de peinture, il naît à Salzbourg avant de s'établit à Passau, où il vit et travaille toute sa vie. Il obtient la nationalité de l'état du même nom par mariage vers 1497.
Il meurt à Passau en 1545.

## Œuvre

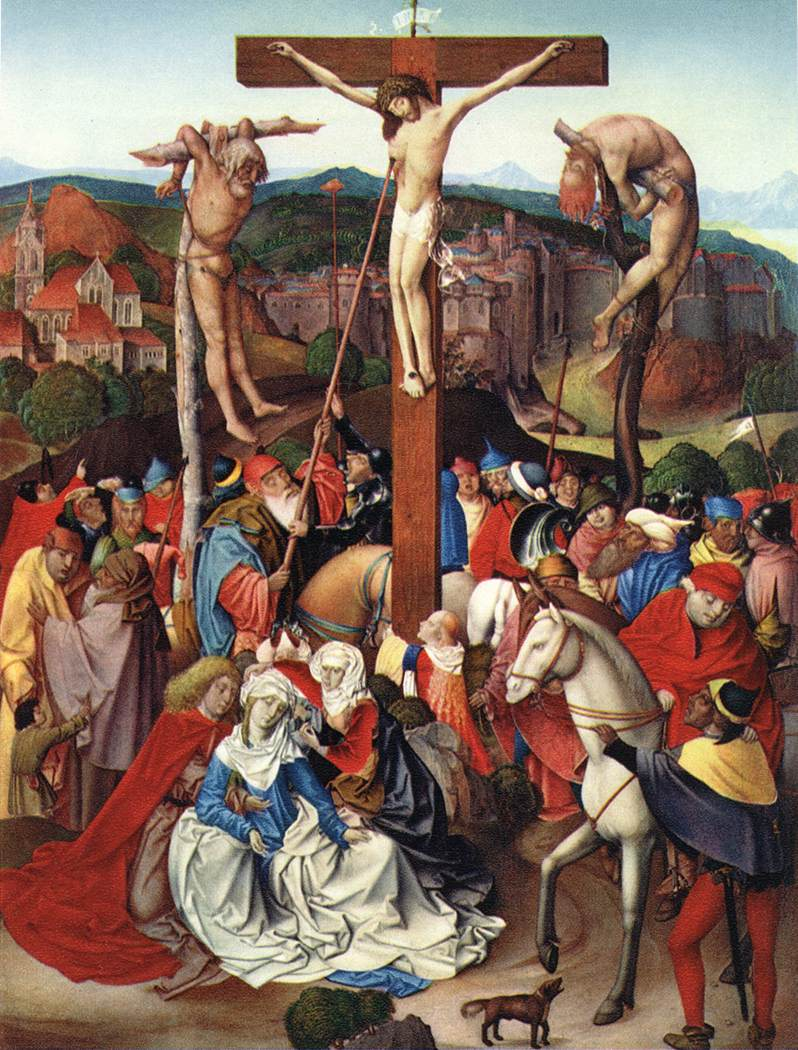
La crucifixion montrant l'église de Saint-Nicolas de Passau en arrière-plan (1496, Klosterneuburg).

Il réalise d'abord des peintures, retables et fresques pour des églises locales.
Bien qu'il soit difficile de distinguer ses œuvres de celles de son père, pratiquement toutes celles qui lui sont attribuées grâce au monogramme « RF » sont conservées par la Fondation des Augustins de Klosterneuburg, parmi lesquelles les panneaux d'un retable de Saint Jean (1499), d'un autre de Saint Léopold (1505), encore un autre de Saint Léopold (1507), le retable Sainte Anne, la Vierge et l'enfant Jésus au Belvédère (Vienne, 1508). Une crucifixion montrant l'église de Saint-Nicolas de Passau en arrière-plan (1496, Klosterneuburg), dont la paternité est contestée, est considérée comme la première œuvre réalisée par Frueauf.
Le Bénézit lui attribue, parmi les panneaux de Klosterneuburg, ceux représentant : Le Jardin des Oliviers, Arrestation du Christ, Couronnement d'épines et Calvaire. Enfin, le retable de 1505 intitulé La Légende de saint Léopold qui comprend Le départ de saint Léopold, La chasse au sanglier, L'apparition du voile et La construction de Klosterneuburg.
Il aurait collaboré à la réalisation du retable de Saint Vitus de Nuremberg (1487, Germanisches Nationalmuseum, Nuremberg).

## Style
Son art est particulièrement narratif, comme dans Saint Jean Baptiste et La Fondation de l'abbaye par Léopold le Glorieux, tout en laissant une grand place à l'architecture et aux paysages.
Il est influencé par les scènes vénitiennes de Gentile Bellini et de Vittore Carpaccio comme on peut le voir avec certains personnages de la Décapitation de saint Jean Baptiste.